# Fontaine Saint-Efflam
La fontaine Saint-Efflam est située à Plestin-les-Grèves en France.

## Localisation
La fontaine est située sur le territoire de la commune de Plestin-les-Grèves en contrebas de la chapelle Saint-Efflam, dans le département des Côtes-d'Armor, dans la région Bretagne.

## Description
Fontaine monumentale de plan carré renforcée de contreforts diagonaux sur les angles, ajourée sur trois côtés de baies en anse de panier. La fontaine est couverte d'une voûte de pierre à extrados caréné, sommé d'une croix sur base fleuronnée (rapportée). Construction en grand et moyen appareil de granite et moellons de schiste. Le mur de fond présente deux niches à statuette (vide). De nombreuses traditions lui sont rattachées : les amoureux y jetaient une épingle qui attachant le fichu de leur bien-aimé ; si elle surnageait, l'amoureux était sûr de l'innocence de sa belle. La fontaine était aussi consultée par les maris jaloux ou encore par les victimes d'un vol : celles-ci devaient s'y rendre à jeun et jeter des croûtons dans la fontaine en donnant à chacun le nom d'une personne soupçonnée ; celui qui restait au fond désignait le coupable ; cette façon de procéder était encore attestée en 1832,.

## Historique
La fontaine est inscrite au titre des monuments historiques par arrêté du 20 janvier 1926.

## Galerie

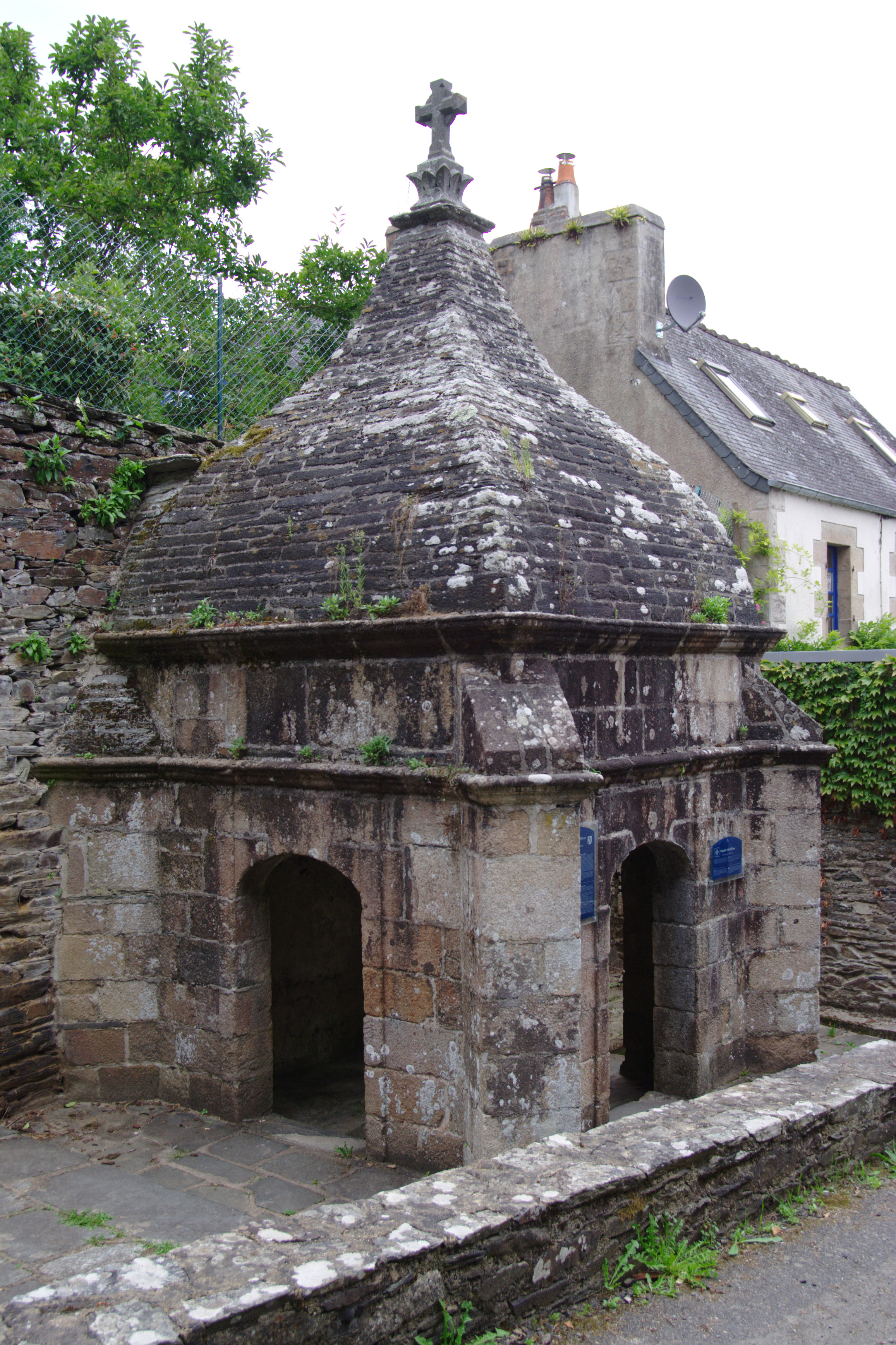
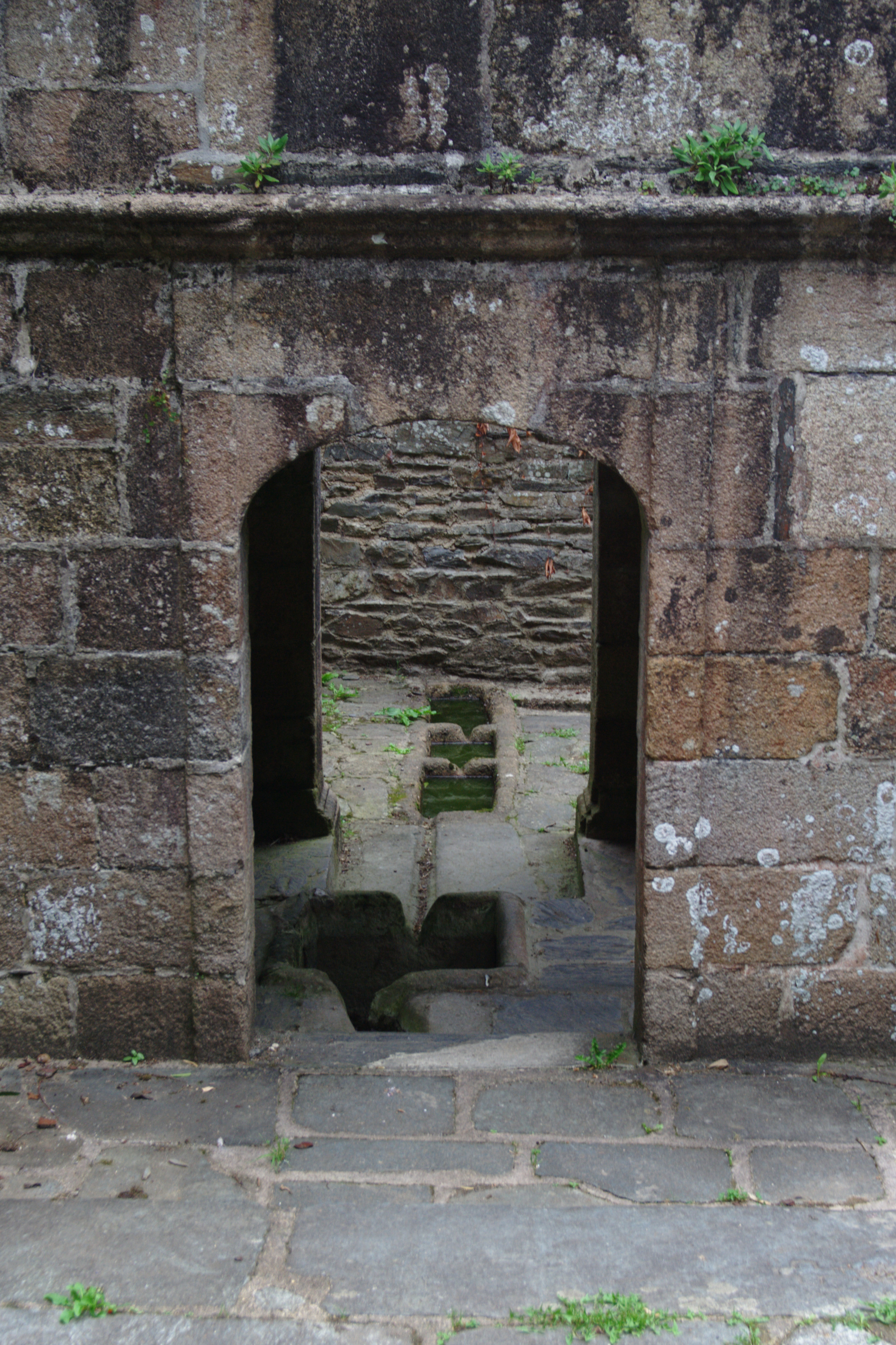
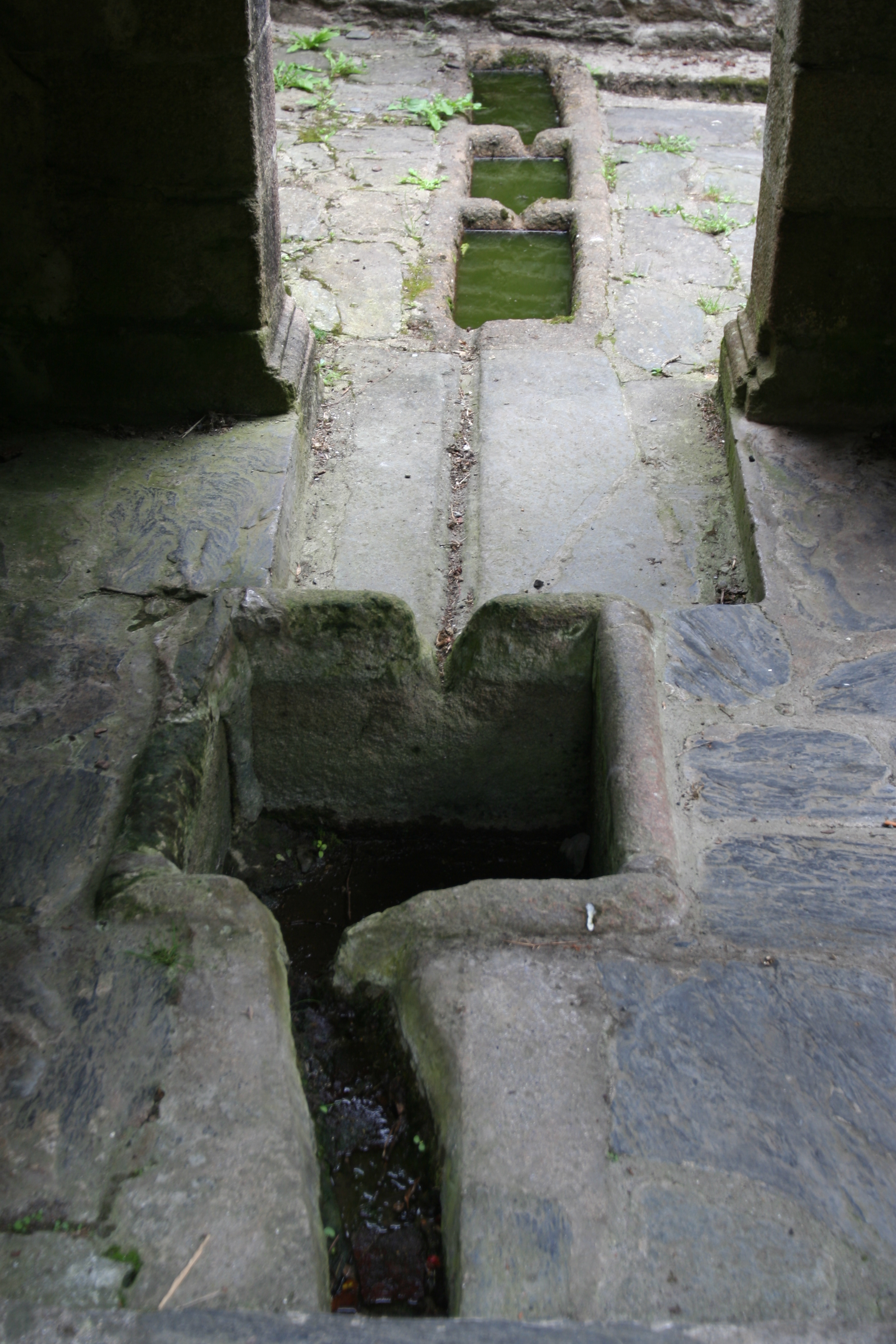
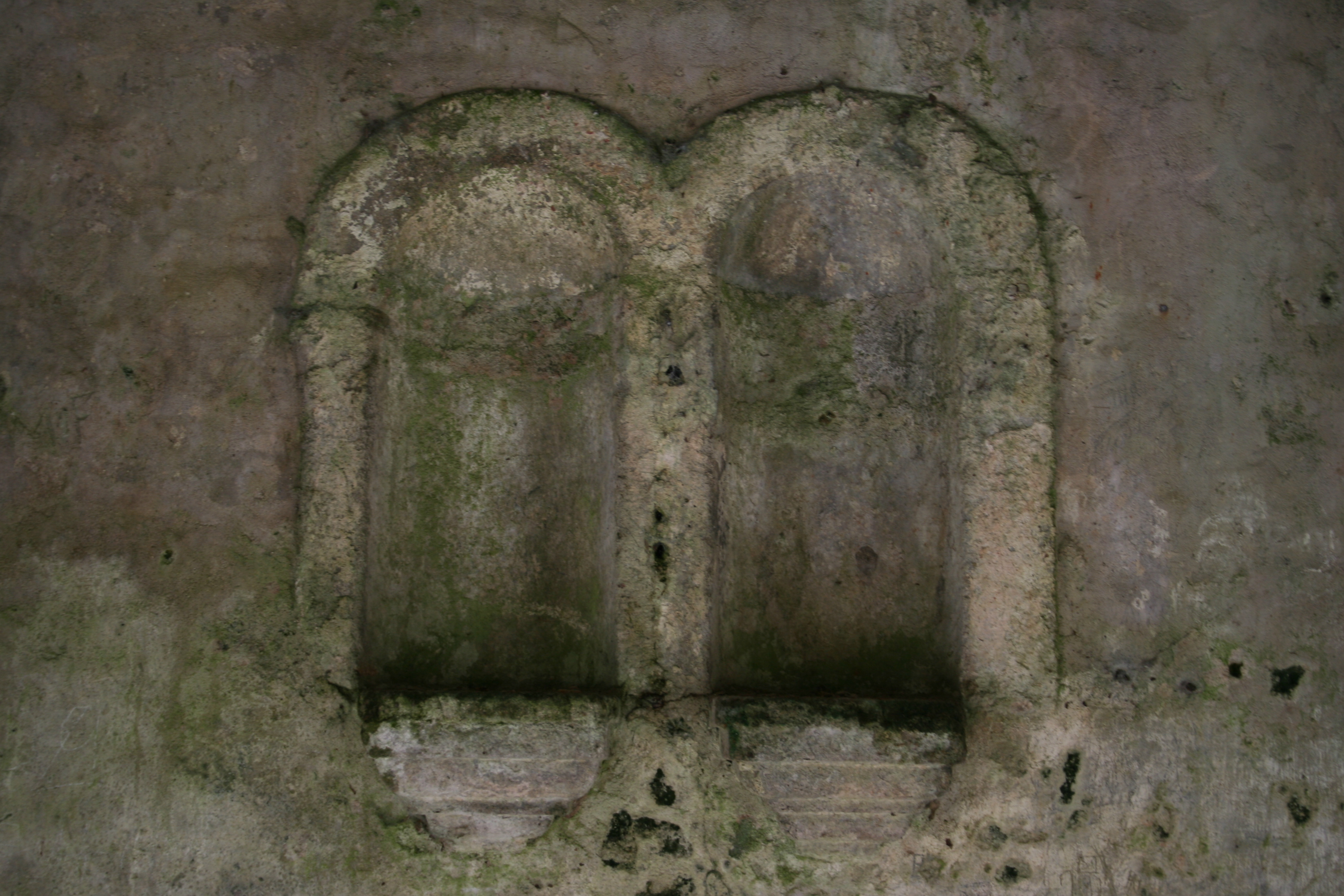
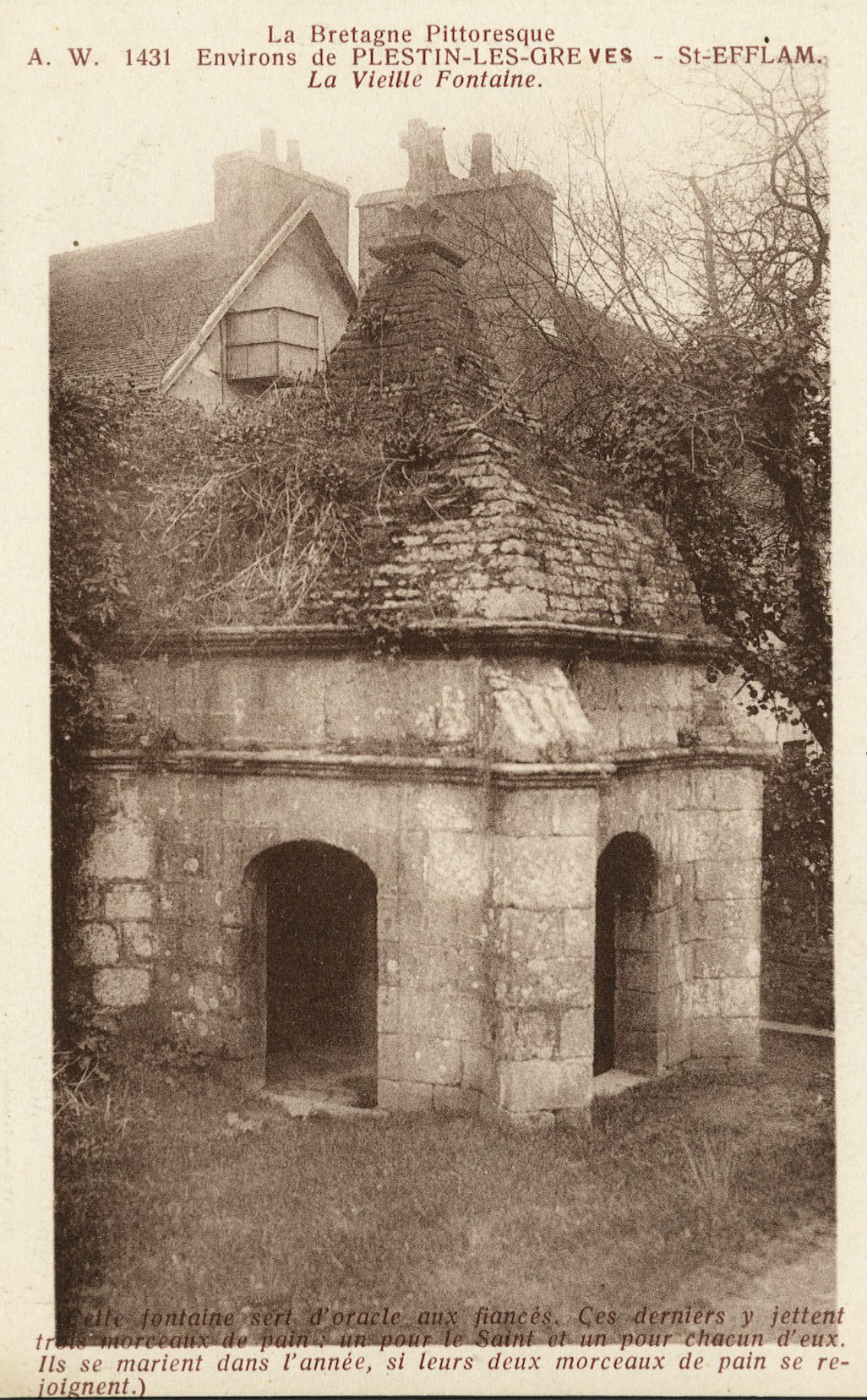